# Castelo de Jehay-Bodegnée
O Castelo de Jehay-Bodegnée localiza-se na municipalidade de Amay, perto de Liège, na Bélgica.
Desde o fim do século XVII, a propriedade tinha pertencido aos condes van den Steen de Jehay. Com a morte do último conde, em 1999, o castelo e as suas coleções foram adquiridos pela província de Liège.
A maior parte do atual castelo data do século XVI. Das suas primitivas estruturas medievais, apenas a torre de menagem, remontando ao século XIII, chegou até nós. No século XIX, o castelo foi renovado completamente e ampliado pelo arquiteto Alphonse Balat, em estilo neogótico.
O Castelo é aberto a visitantes por alguns dias antes do Verão.